# تیم بال پلیر ثینگ
«تیم بال پلیر ثینگ» (به انگلیسی: Team Ball Player Thing) یک تک‌آهنگ خیریه و ترانه رسمی طرفداران تمام سیاه‌ها در جام جهانی راگبی ۲۰۱۵ است. این ترانه توسط گروه خیریه کیویزکیوربتن تهیه شده‌است و از طریق مؤسسه خیریه درمان کودکان نیوزیلند در راه کمک به تحقیقات در مورد بیماری خفاش منتشر شد. روز بعد از انتشار، این ترانه به رتبه ششم در جدول ۴۰ تک‌آهنگ برتر نیوزیلند رسید.